# 畢軌
畢軌（？—249年），字昭先，東平國须昌县人（今山东省泰安市东平县）人。出身官宦之家，父親畢子禮是東漢典軍校尉。三國時曹魏官員，大將軍曹爽的黨羽。

## 生平
畢軌年輕時就因他的才能而有名聲。黃初年間，曹叡受策封為太子，畢軌就擔任其文學。黃初末年畢軌到地方任長史，曹叡即位後徵召畢軌回京任黃門郎，並嫁公主給畢軌之子，畢軌家於是相當富有。及後畢軌獲任命為并州刺史，但他因自己的地位而顯得很驕傲和放縱。同時北方胡族常常侵擾邊郡和殺害吏民，太和六年（232年），畢軌因投降曹魏的鮮卑首領步度根與對抗曹魏的鮮卑首領軻比能勾結，上表領兵討伐。曹叡接到上表後認為討伐只會令到兩部鮮卑團結起來，難以對付，不能振曹魏聲威，命令畢軌不能派兵越過句注山；但詔書到時，軍隊已到了句注山西北的陰館。畢軌派了將軍蘇尚和董弼追擊鮮卑，但在樓煩被擊敗，兩個將軍都戰死，步度根於是就與軻比能合作，一同擾邊。最後曹叡派驍騎將軍秦朗擊退步度根等。
正始年間，輔政的大將軍曹爽徵命畢軌任中護軍，後轉侍中、尚書，後再遷司隸校尉，作為自己腹心。畢軌與曹爽交好，給曹爽的意見大多都被接納。正始十年（249年），高平陵之變發生，司馬懿發動兵變，稱奉「皇太后詔」罷免曹爽等人，並封閉洛陽城和接管曹爽和曹羲的軍隊，曹爽最終投降。不久曹爽被控以謀反，畢軌亦被指控與曹爽一起圖謀，與何晏、鄧颺等黨羽一起被捕，後被誅殺，夷三族。